# Echeveria agavoides
Echeveria agavoides är en fetbladsväxtart som beskrevs av Lem.. Echeveria agavoides ingår i släktet Echeveria och familjen fetbladsväxter. Inga underarter finns listade i Catalogue of Life.

## Bildgalleri

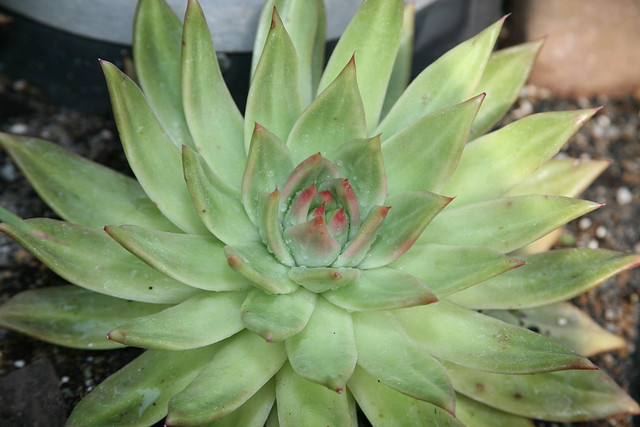
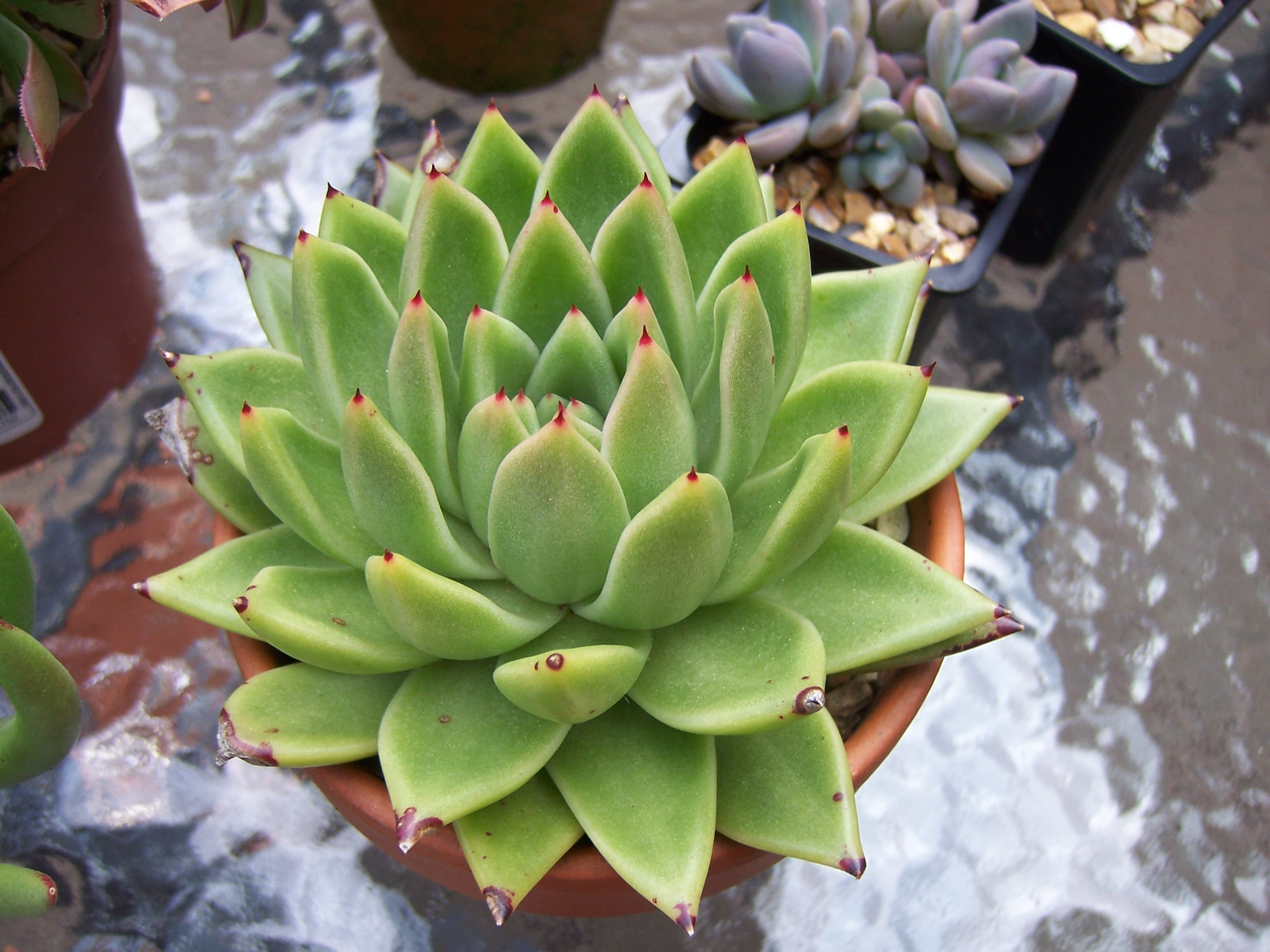
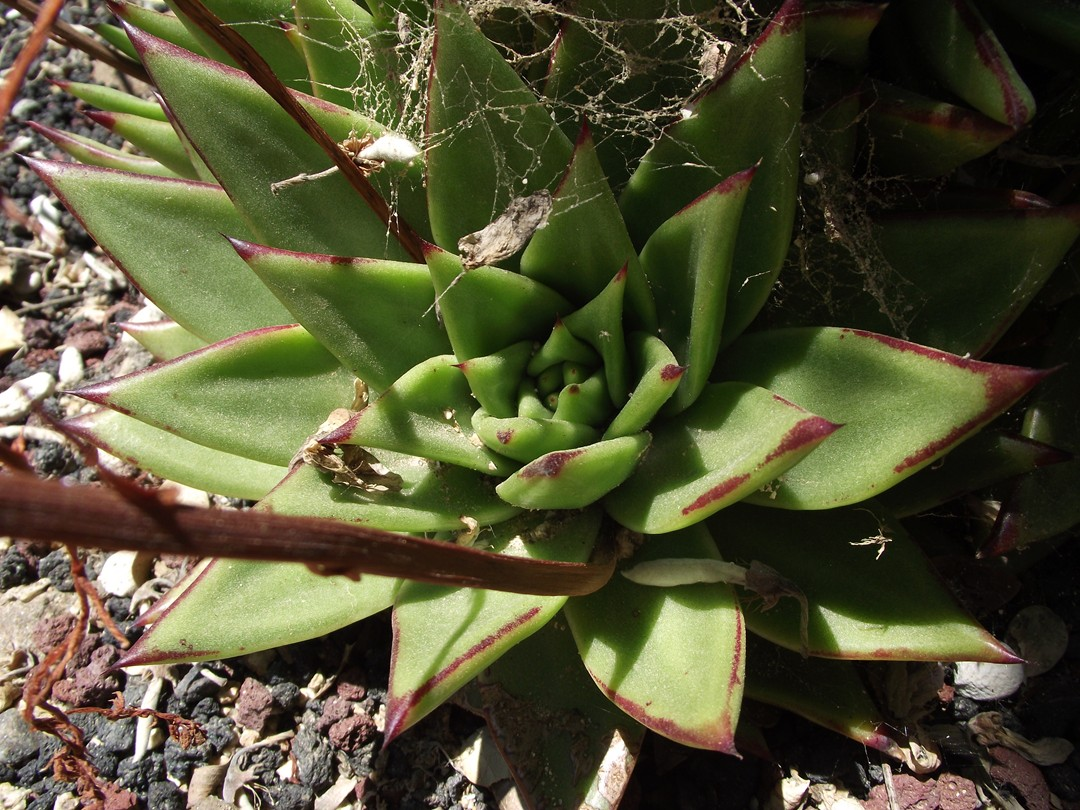
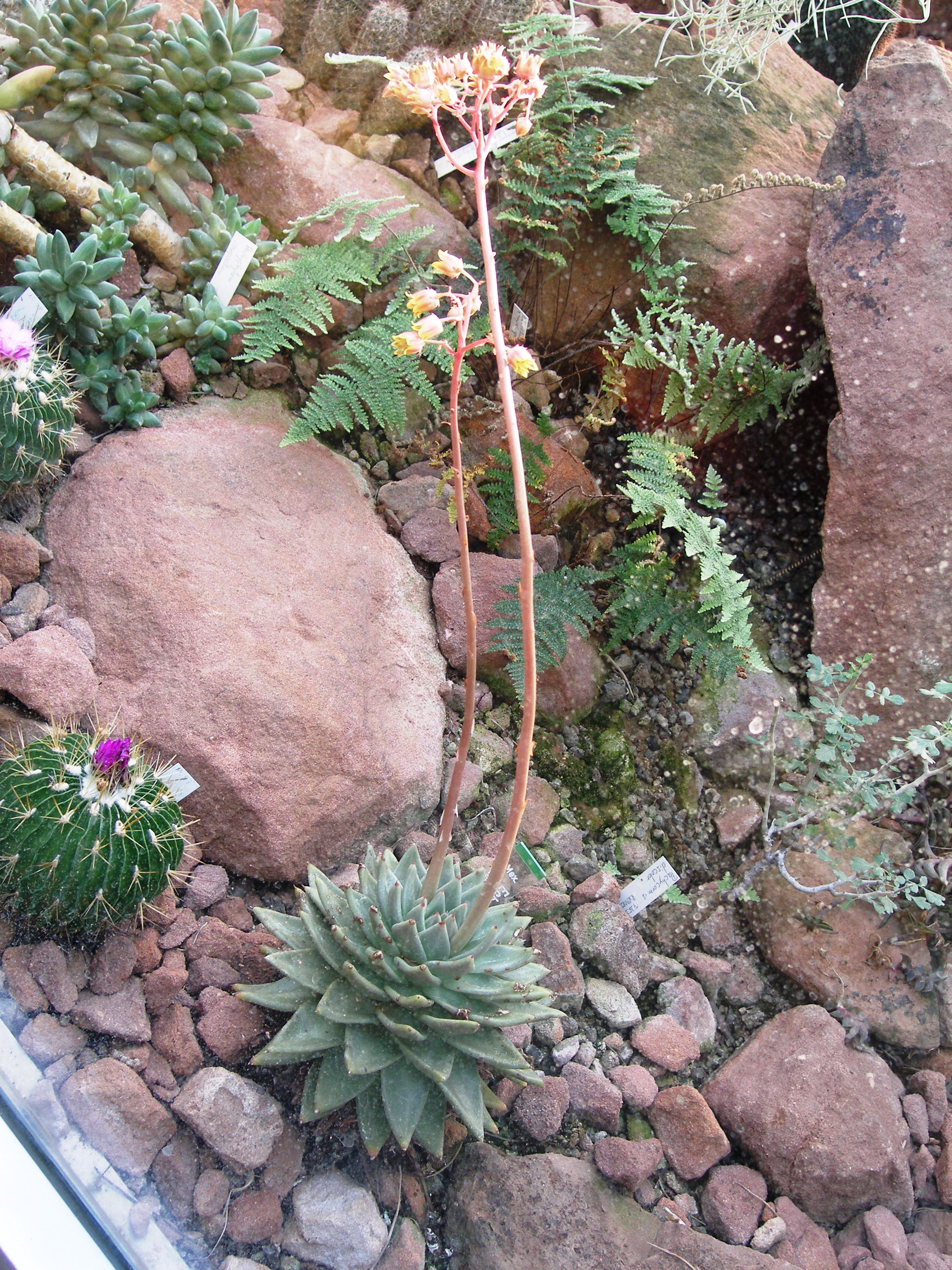
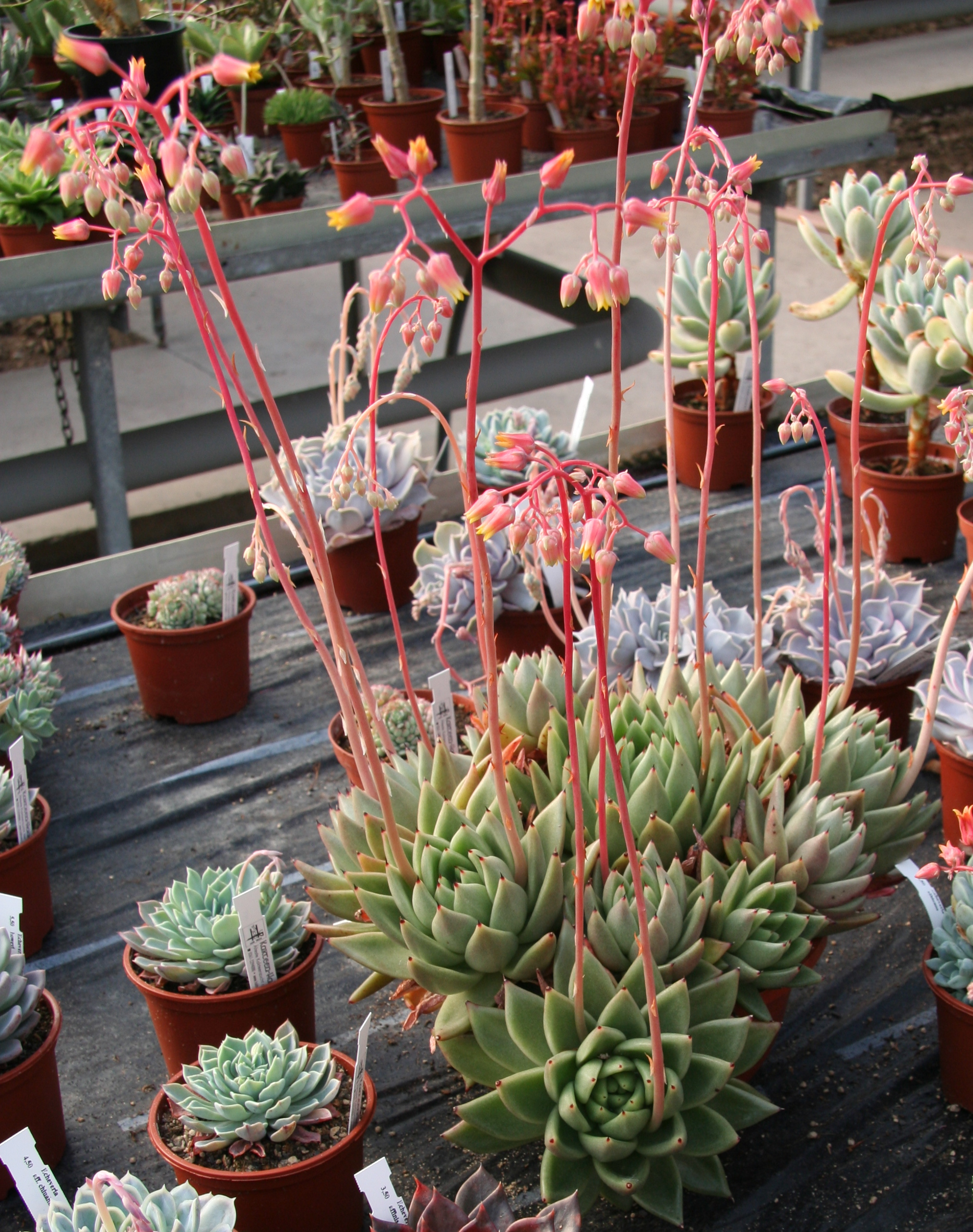
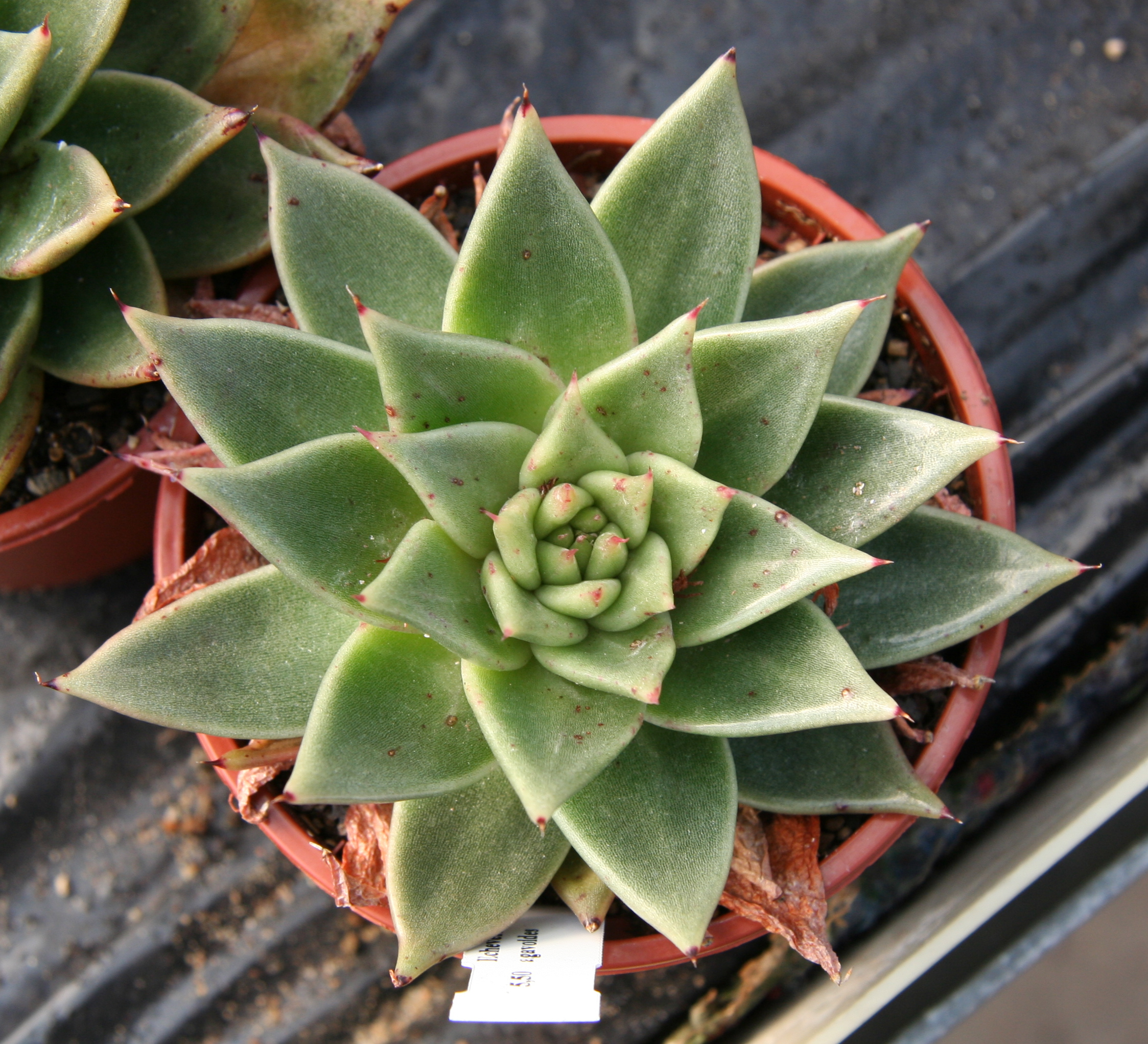